# Kotze-Affäre

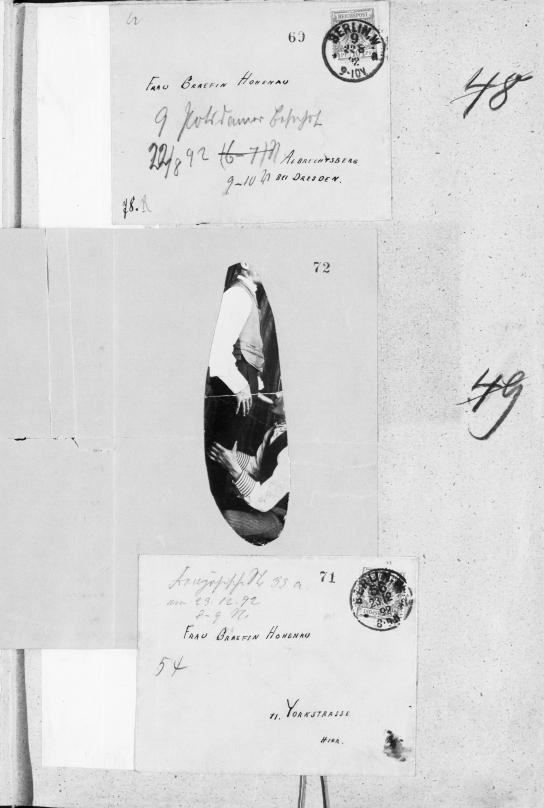
Originalbriefe der Kotze-Affäre mit pornographischen Darstellungen aus dem Geheimen Staatsarchiv Preußischer Kulturbesitz

Die Kotze-Affäre war ein Skandal um den deutschen Kaiserhof Ende des 19. Jahrhunderts. Dabei wurden ab 1891 mehrere Mitglieder der adligen Hofgesellschaft und der Familie Wilhelms II. in anonymen Briefen sexueller Ausschweifungen beschuldigt.

## Hintergrund
Da die Brieftexte nichtöffentliche Details aus dem Hofleben enthielten, wurde hinter dem Verfasser der Briefe ein hochrangiges Mitglied des Hofstaats vermutet. Der Verdacht fiel 1894 auf den Hofzeremonienmeister Leberecht von Kotze, der daraufhin festgenommen wurde. Ihm konnte jedoch nichts nachgewiesen werden. V. Kotze forderte zur Wiederherstellung seiner Ehre zwei seiner Ankläger zum Duell. Bei dem ersten Duell wurde er verletzt. Am 11. April 1896 erschoss er Karl von Schrader, gegen den er zweimal antrat, bei einem Pistolenduell.
Die Affäre erregte – wie auch 1906 bis 1909 die Harden-Eulenburg-Affäre – in Teilen der Bevölkerung großes Aufsehen. Das Kaiserhaus verlor an Glaubwürdigkeit, Ansehen und Renommee.

## Verlauf
Während sich das deutsche Kaiserhaus nach außen hin tugendhaft zu präsentieren versuchte, gab es bei Hofe immer wieder Gelage und Orgien, etwa während Jagdausflügen auf Schloss Grunewald. Eine solche Zusammenkunft erfolgte im Januar 1891. Unter den 15 Teilnehmern waren unter anderem Friedrich Karl von Hessen, die Schwester des Kaisers Charlotte von Preußen als Gastgeberin, Leberecht von Kotze sowie Charlotte von der Decken, Gattin des Grafen Friedrich von Hohenau. Am Tag darauf erhielten mehrere von ihnen anonyme Schreiben, in denen die Ereignisse des Vorabends, darunter Gruppensex und homosexueller Verkehr, detailliert beschrieben waren. Pornographische Bilder und Zeichnungen von Geschlechtsorganen waren beigelegt. Dies wiederholte sich bei späteren Gesellschaften, aber auch unbeteiligte Höflinge und Adlige erhielten ähnliche Schmähbriefe, in denen der Autor über die sexuellen Ausschweifungen der höfischen Kreise berichtete. Insbesondere Charlotte von der Decken wurde vom Autor unter Nennung mehrerer hochrangiger Sexualpartner als „mannstoll“ beschrieben, aber auch Karl von Schrader und seine Frau Alide. Insgesamt wurden mehr als 200 derartige Briefe verschickt.

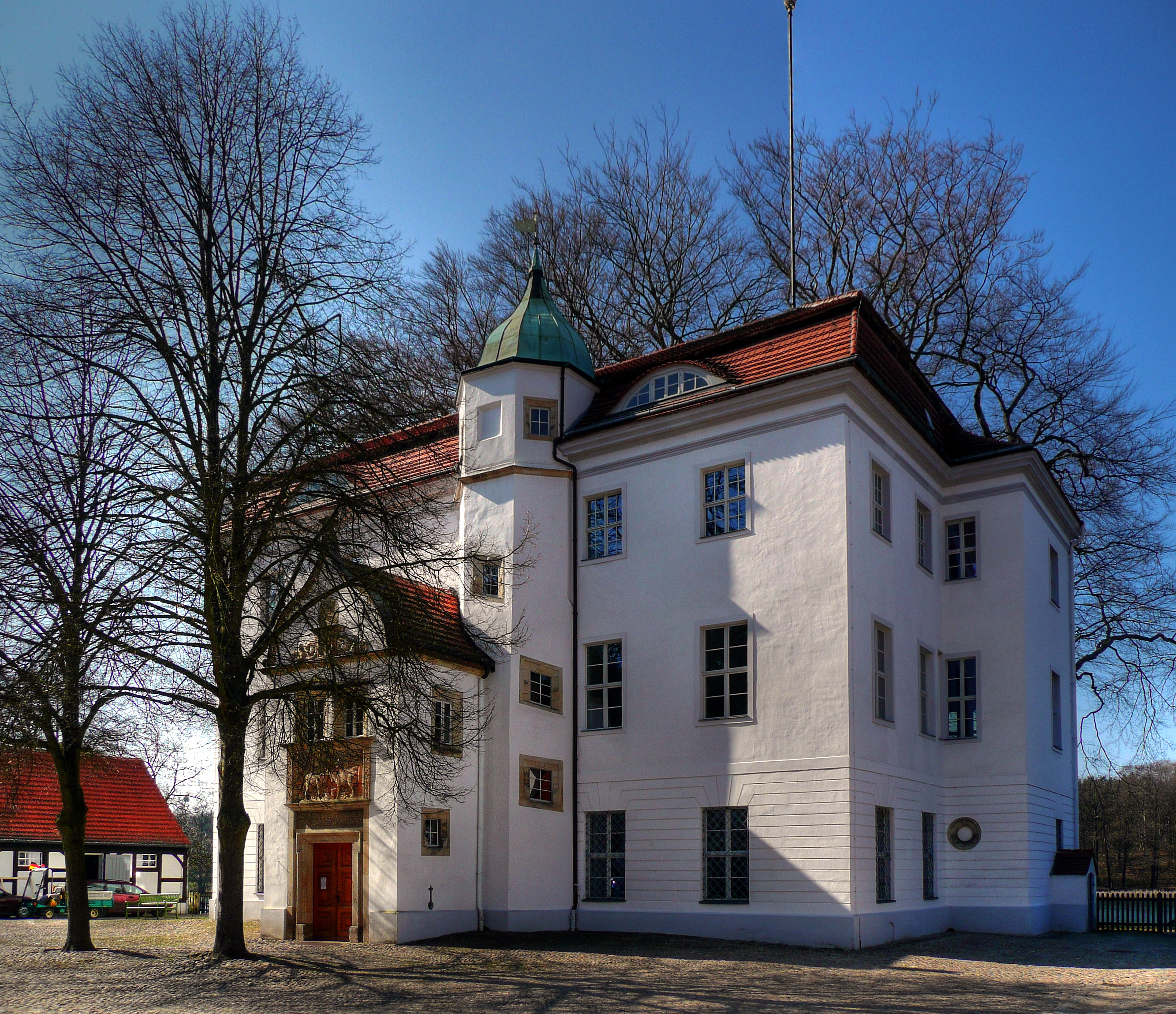
Jagdschloss Grunewald

Als die so entstandenen Gerüchte zunahmen, entschlossen sich 1892 einige Betroffene, die Briefe in zensierter Form der Polizei zu übergeben. Aufgrund der Detailfülle ließ sich darauf schließen, dass der Autor der Briefe selbst zum engeren Zirkel der höfischen Gesellschaft gehörte und unter den 15 Teilnehmern der Orgie im Jagdschloss Grunewald gewesen sein musste. Schließlich wurde der kaiserliche Zeremonienmeister Leberecht von Kotze beschuldigt, hinter den Schreiben zu stecken. Er galt in Hofkreisen als geschwätzig und war aufgrund seines Sarkasmus unbeliebt, wurde jedoch von Wilhelm II. protegiert. Im Jahre 1894 beschlagnahmte die Geheimpolizei Löschblätter aus von Kotzes Besitz, die ihn angeblich belasteten, woraufhin Wilhelm II. von Kotze ohne Strafantrag festnehmen ließ. 
Der Verdacht ließ sich nicht aufrechterhalten und von Kotze wurde wenige Tage später freigelassen. Der Kaiser hielt aber an seinem Vorgehen fest und beauftragte ein Militärgericht mit der Untersuchung des Falles. Das Gericht verhörte sämtliche Mitglieder des Hofstaates, fand aber nichts Belastendes.

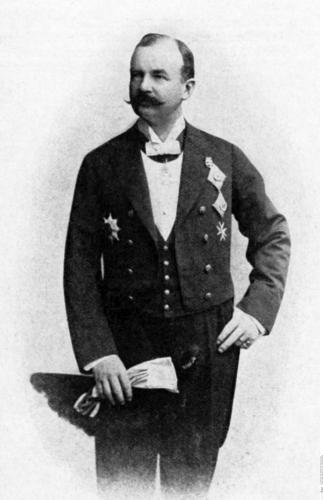
Leberecht von Kotze

Darauf führte der „Hohenau-Schradersche Kreis“, zu dessen Protagonisten Friedrich von Hohenau und Karl von Schrader gehörten, die Ermittlungen auf eigene Faust weiter. Von Kotze aber forderte nun Genugtuung von seinen Anklägern. Im Jahr 1895 gab es ein erstes Duell zwischen von Schrader und von Kotze, das glimpflich verlief. In einem Duell mit Hugo von Reischach wurde von Kotze am Oberschenkel verletzt und ins Krankenhaus eingeliefert. Wilhelm II. sandte ihm ein Blumenarrangement in Gestalt eines Ostereis als Geste der Versöhnung ans Krankenbett. Im April 1896 führte von Kotze ein zweites Duell mit von Schrader, bei dem dieser ums Leben kam.
Die Duelle führten auch bei der einfachen Bevölkerung zu großem Aufsehen, sodass es zu Menschenaufläufen an den Berliner Duellplätzen kam. Die Presse kritisierte das Verhalten der höfischen Gesellschaft scharf, sie würde dem Royalismus und dem Ansehen des Königshauses schaden. Auch das Duellwesen selbst wurde kritisiert. Wilhelm II. verbot öffentliche Trauerfeiern für von Schrader, um weiteres Aufsehen zu verhindern.

## Historische Aufarbeitung
1996 konnte Tobias C. Bringmann erstmals die Originaldokumente im Geheimen Staatsarchiv Preußischer Kulturbesitz einsehen und auswerten. Er ließ einige Passagen aus Gründen des Anstands unveröffentlicht. Wolfgang Wippermann veröffentlichte die Briefe in seinem 2010 erschienenen Buch Skandal im Jagdschloss Grunewald erstmals im Original.
Wer die Briefe geschrieben hat, ist bis heute ungeklärt. Der Historiker John C. G. Röhl (1938–2023) 
schrieb 2001, er halte es für wahrscheinlich, dass es Herzog Ernst Günther von Schleswig-Holstein-Sonderburg-Augustenburg, der Schwager des Kaisers, gemeinsam mit Komplizinnen aus der Halbwelt war. Er folgte damit den seinerzeit auch öffentlich geäußerten ersten Erkenntnissen der damaligen Ermittler. Insiderwissen und Standesdünkel, so Röhl, sprächen für Herzog Ernst Günther als Verfasser, der für sein ausschweifendes, skandalträchtiges Sexualleben bekannt war.
Wippermann legte sich nicht fest und vertrat die Meinung, dass einiges für Herzogin Charlotte von Meiningen als Urheberin der Briefe spreche. Auch sie wurde bereits von der zeitgenössischen Berliner Gesellschaft verdächtigt. Begründet wird dies zum einen damit, dass Art und Weise der (ausführlichen) Beschreibung der weiblichen Geschlechtsteile in den Briefen für eine Frau als Autorin sprächen, zum anderen mit einem unterstellten Ressentiment der Herzogin gegen die Gräfin Hohenau: Als geborene von der Decken entstammte die Gräfin dem niederen Adel; sie hatte aber durch die Heirat mit Graf Friedrich von Hohenau, der als Sohn aus der morganatischen Ehe des Prinzen Albrecht von Preußen sr. mit Rosalie von Rauch mit dem Königshaus verwandt war, Zutritt zu den engeren Kreisen des Hof- und Hochadels erhalten – ein sozialer Aufstieg, der in Hofkreisen oft Missgunst oder Feindschaft auslöste. Auch die belegte spätere Parteinahme der Herzogin Charlotte für das Ehepaar Kotze, das durch die falsche Verdächtigung Leberecht von Kotzes stark diskreditiert worden war, kann als Indiz gesehen werden.
Auch eine Verbindung beider Theorien wurde in der Forschung diskutiert. Danach habe Charlotte mit ihrem Schwippschwager Ernst Günther von Schleswig-Holstein-Sonderburg-Augustenburg kollaboriert.

## Verfilmung
Die Affäre wurde 1966 von Wolfgang Luderer für die DEFA-Fernseh-Reihe Pitaval des Kaiserreiches unter dem Titel Der Skandal um Herrn Leberecht von Kotze verfilmt.

## Literarische Verarbeitung
Falko Hennigs Roman Ein Yankee an Kaiser Wilhelms Hof: Pataphysique behandelt fiktiv Mark Twains Zeit in Berlin vor dem Hintergrund der Kotze-Affäre.